# 굽타 미술

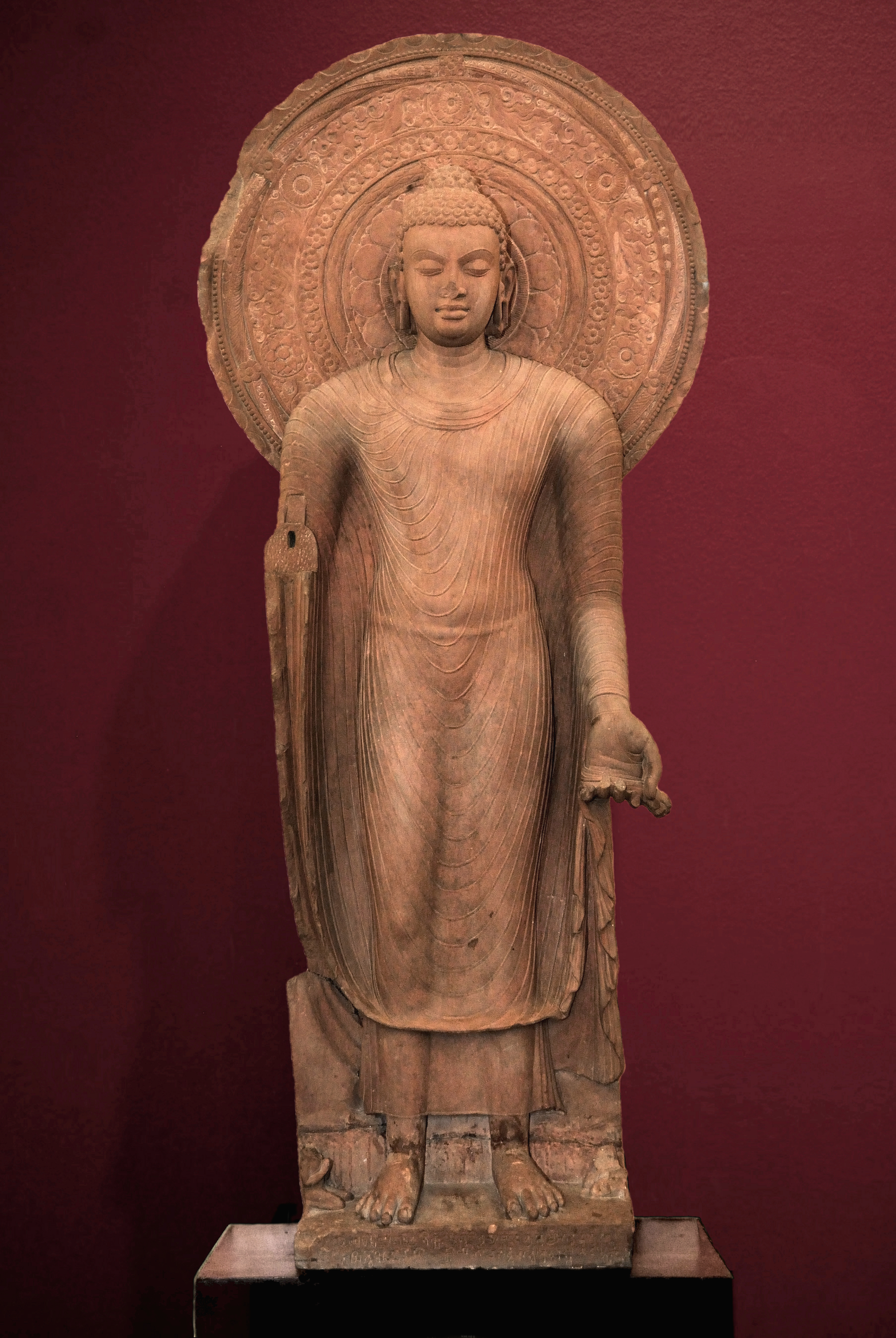

굽타 미술(Gupta art)은 인도 북부의 대부분을 지배했던 굽타 제국의 미술로, 기원전 300년에서 480년 사이에 절정을 이루었으며 550년경까지 훨씬 축소된 형태로 살아남았다. 굽타 시대는 일반적으로 모든 주요 종교 단체에서 북인도 예술의 고전적인 전성기이자 황금기로 간주된다. 굽타 예술은 "인물을 더 큰 종교적 목적에 종속시킨" 이후의 중세 인도 미술과는 달리 "고전적 장식"이 특징이다.
회화는 분명히 널리 퍼져 있었지만, 살아남은 작품들은 거의 모두 종교 조각품이다. 이 시기에는 힌두 미술에서 상징적인 석조 신상이 등장했고, 불상과 자이나교의 티르탕카라상 제작이 계속 확대되었으며, 후자는 종종 매우 큰 규모로 제작되었다. 조각의 전통적인 주요 중심지는 마투라로, 굽타 영토의 북쪽 국경 너머에 있는 그리스 불교 미술의 중심지인 간다라의 미술이 계속해서 영향력을 발휘하며 번영을 이어갔다. 이 기간 동안 특히 사르나트에서 다른 증심지가 등장했다. 마투라와 사르나트 모두 인도 북부의 다른 지역으로 조각품을 수출했다.
실제로 굽타의 지배하에 있지 않았던 인도 북부와 중부 지역의 작품, 특히 250-500년경 데칸을 통치한 바카타카 왕조에서 제작된 예술품도 '굽타 예술'에 포함하는 것이 관례이다. 이 지역에는 대부분 이 시기에 만들어진 아잔타 석굴 및 엘로라 석굴과 같은 매우 중요한 유적지가 있으며, 아마도 이 시기에 시작된 것으로 추정되는 엘로라 석굴이 있다. 또한 제국은 약 500년까지 서쪽 영토를 잃었지만 550년경까지, 그리고 650년경까지 인도 북부 대부분 지역에서 예술적 양식이 계속 사용되었다. 그 후 '후굽타' 시대가 이어졌는데, 시간이 지남에 따라 비슷한 특징이 많이 줄어들었지만 950년까지 이러한 기조가 이어다.
일반적으로 이 양식은 제국과 다른 왕국에서 매우 일관되게 사용되었다. 현존하는 작품의 대부분은 종교 조각으로, 대부분 석재로 만들어졌으며 일부는 금속이나 테라코타로, 건축물은 대부분 석재로 만들어졌으며 일부는 벽돌로 만들어졌다. 아잔타 석굴은 크고 정교한 회화 작품이 거의 유일하게 남아 있으며, 금속공예에서는 매우 정교한 주화가 주로 남아 있다. 굽타 시대의 인도는 직물과 장신구를 모두 생산했는데, 이는 조각품과 특히 아잔타의 회화를 통해서만 알려져 있다.

## 같이 보기
- 마투라 미술
- 마우리아 미술
- 간다라 미술